# Pænda
Pænda(1989년 1월 25일 ~ )는 오스트리아의 싱어송라이터이다. 유로비전 송 콘테스트 2019 오스트리아 대표 참가자이다.

## 음반 목록
- Evolution I (2018)
- Evolution II (2019)